# ロウソクノキ
ロウソクノキ（学名：Parmentiera cereifera）はノウゼンカズラ科ロウソクノキ属の常緑小高木。
属名はフランスの農学者パルマンティエにちなみ、種小名cereiferaはワックスをもつ意で、果実の表面が平滑でロウ質であることに由来する。和名と英名は果実の形状がロウソクに似ることにちなむ。

## 特徴
高さ5–7 mほど。葉は3出複葉からなり、葉柄にはヒレ状の翼がある。小葉は倒卵形で長さ3–9 cm、全縁または微歯牙縁で両端は細くなる。花は桃色がかった白色、径5 cmほどの幹生花で、花冠は鐘形で白色、裂片は波状縁で、夜間に開花する。果実は円柱状で径3 cm、長さ30–120 cmに達し、淡黄緑～黄褐色に熟し、リンゴの香りを有する。

## 分布
パナマ原産。

## 利用
大温室で栽培する。生育中は乾燥気味が望ましい。繁殖は実生か挿し木による。

## ギャラリー
ロウソクノキ（2024年11月 咲くやこの花館）
- 温室内へ植栽
- 葉柄に翼をもつ3出複葉
- 果実